# Deutsche Gesellschaft für Eisenbahngeschichte

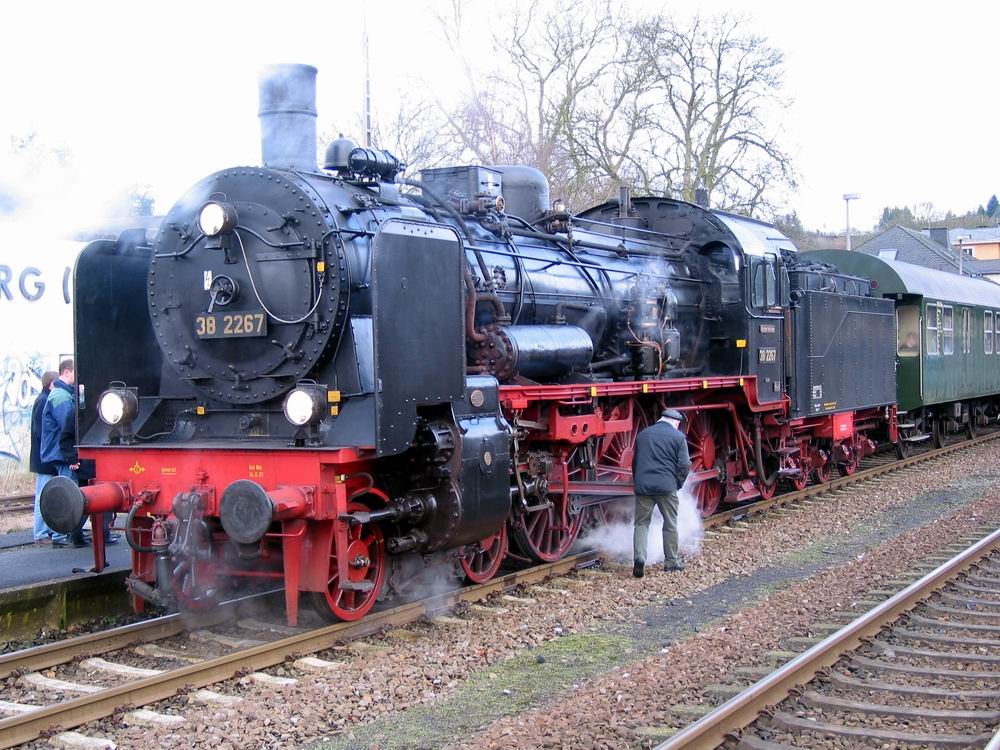
Preußische P 8 des DGEG-Eisenbahnmuseums Bochum-Dahlhausen

Die Deutsche Gesellschaft für Eisenbahngeschichte e. V. (DGEG) ist ein Verein, der sich mit der Geschichte der Eisenbahn befasst und mehrere Eisenbahnmuseen betreibt. Ziele des Vereins sind
- das Interesse und Verständnis für die Geschichte der Eisenbahnen im Rahmen der Gesamtgeschichte zu wecken und zu pflegen,
- wissenschaftliche Studien auf diesem Gebiet zu fördern,
- wichtige Kultur- und Technikdenkmäler zu erhalten und zu pflegen.

## Geschichte
Der Verein wurde am 22. April 1967 in Karlsruhe gegründet und war dort auch im Vereinsregister eingetragen. Derzeit ist das Vereinsregister Arnsberg zuständig. Das Gründungsmitglied Joachim Hotz wurde erster Präsident der DGEG und blieb dies bis 1980. Mitglieder des Vereins konnten nach der Schließung das Betriebswerksgeländes im Bochumer Stadtteil Dahlhausen durch die Bundesbahn am 1. August 1969 dieses weitgehend wieder in den Originalzustand der Dampflokomotivzeit zurückversetzen, soweit gesetzliche Auflagen nicht anderes bestimmen. Da im Jahre 1972 Fahrzeugzugänge bevorstanden und Dahlhausen noch nicht voll aufnahmefähig war, wurden der Lokschuppen nebst Werkstattgebäude des alten Bahnbetriebswerks Neustadt (Haardt) angemietet. 1981 ging daraus dann das DGEG-Eisenbahnmuseum Neustadt/Weinstraße hervor. Heute wird zusätzlich das Eisenbahnmuseum Würzburg von der DGEG betrieben.
| 1967–1981 | Joachim Hotz        |
| 1981–2000 | Paul Baron          |
| 2000–2002 | Hartmut Knittel     |
| 2002–2008 | Wolfgang Fiegenbaum |
| 2008–2017 | Günter Krause       |
| 2017–2021 | Jürgen Pfeiffer     |
| 2021–     | Ekkehard Martin     |

## Sammlungen
Der Verein besitzt die wohl größte und wertvollste Sammlung von Eisenbahnfahrzeugen und -utensilien Deutschlands. Dazu gehört das

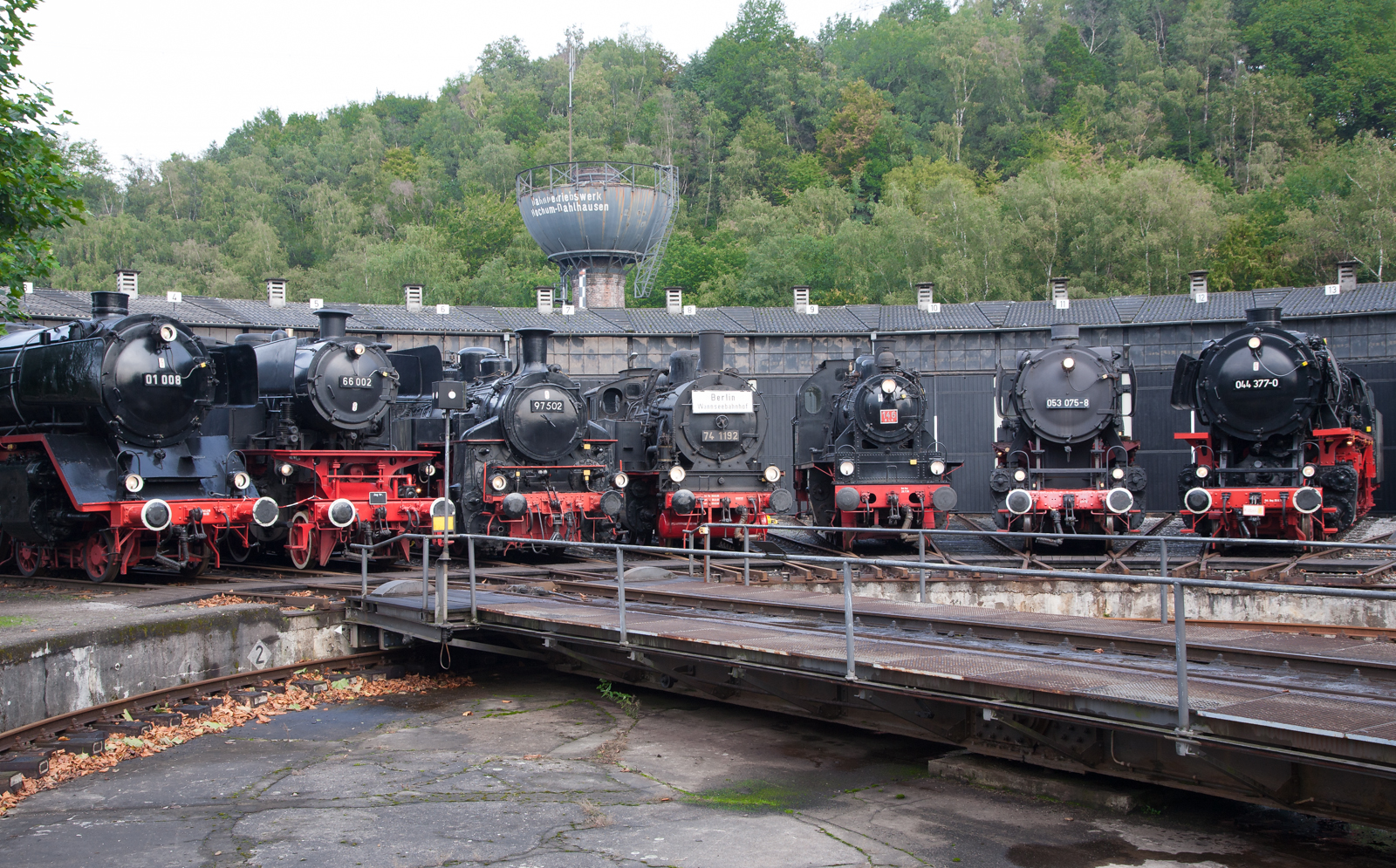
Eisenbahnmuseum Bochum

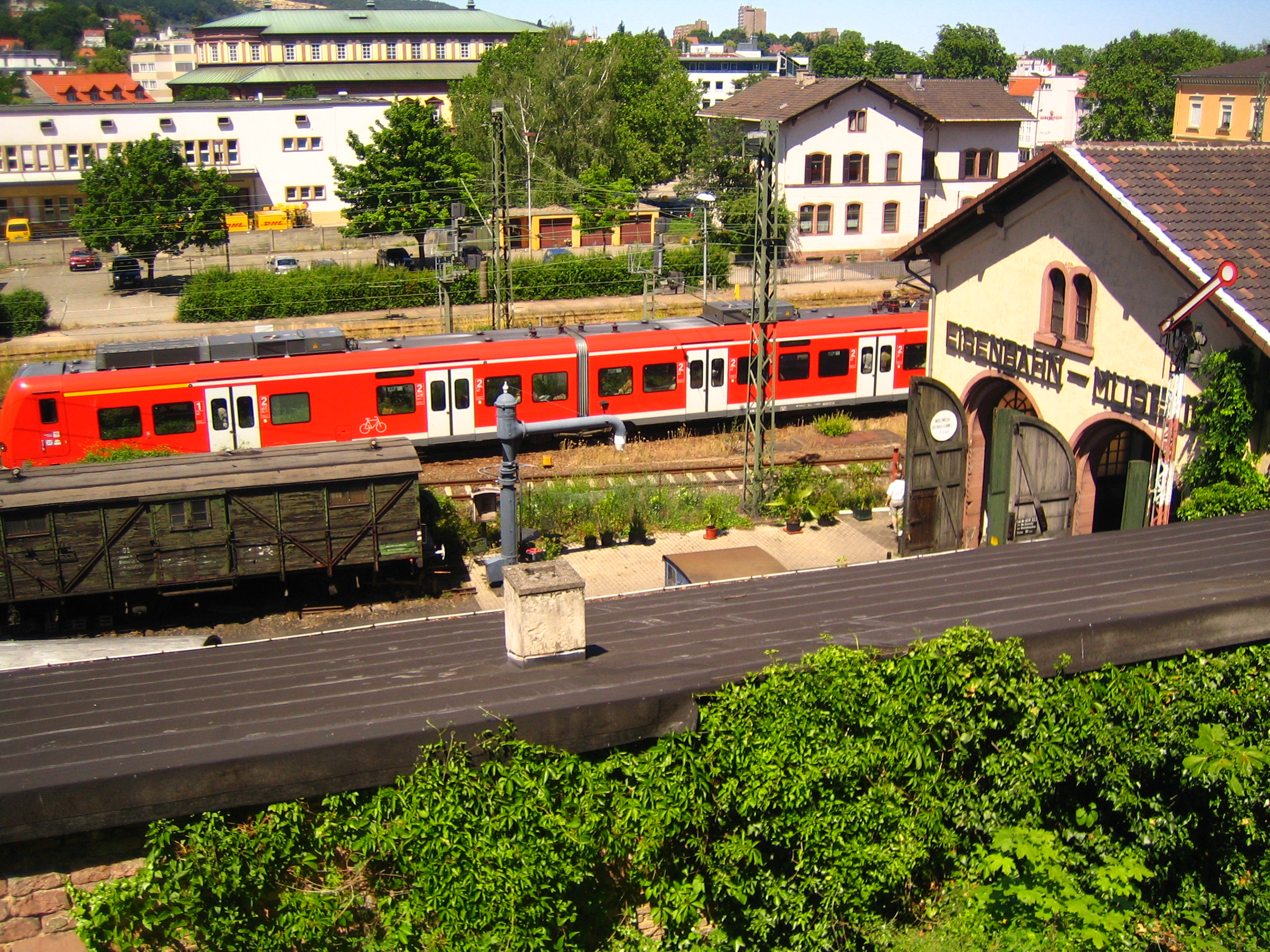
Eisenbahnmuseum der Pfalz

- Eisenbahnmuseum Bochum. Am 14. Juli 2011 wurde von der Deutschen Gesellschaft für Eisenbahngeschichte und der Stadt Bochum die Stiftung Eisenbahnmuseum Bochum gegründet, die seitdem Eigentümerin der in Bochum stationierten Fahrzeugsammlung ist.
- Eisenbahnmuseum der Pfalz in Neustadt (Weinstraße) Hauptbahnhof, im ehemaligen Lokschuppen des Bahnbetriebswerk Neustadt, befindet. Die DGEG betreibt von dort aus mit eigenen Fahrzeugen das Kuckucksbähnel.
- Eisenbahnmuseum Würzburg der DGEG. Es veranstaltet im Großraum Würzburg öffentliche Fahrten und Sonderfahrten auf Bestellung mit der 1943 gebauten Güterzug-Dampflokomotive 52 7409.

Die DGEG besitzt ferner eine große Bibliothek (in Zusammenarbeit mit der Universitätsbibliothek Dortmund kann auf den Buchbestand per Fernleihe an jeder öffentlichen Bibliothek in Deutschland zugegriffen werden) und ein Archiv zum Thema Eisenbahn in Witten. Die Sammlung schmalspuriger Fahrzeuge, die bis 1989 im Betriebshof Viernheim der Oberrheinischen Eisenbahn-Gesellschaft präsentiert wurde, wurde aufgelöst. Der Museumsbahnbetrieb auf der Jagsttalbahn musste wegen der Sperrung der Strecke aufgegeben werden.

## Organisation
Die DGEG hat zurzeit rund 1900 Mitglieder, die sich in einigen Regionen und Städten auch in Mitgliedergruppen treffen und ihre Erfahrungen austauschen, oft über Reisen in öffentlich zugänglichen Bildvorträgen berichten. Die Geschäftsstelle befindet sich in Witten.
Die Museen in Bochum-Dahlhausen, Neustadt (Weinstr) und Würzburg sind rechtlich unselbstständige Profitcenter innerhalb des Vereins. Dies alles zusammen bildet den ideellen Bereich, der von der DGEG betrieben wird.
Neben diesem ideellen Bereich gibt es einen gewerblichen, der aus der DGEG Holding AG besteht. In dieser Holding zusammengefasst sind die
- DGEG Bahnen und Reisen Bochum AG, zugleich ein Eisenbahnverkehrsunternehmen nach dem Allgemeinen Eisenbahngesetz.
- DGEG Bahnen und Reisen Neustadt GmbH
- DGEG Bahnen und Reisen Würzburg GmbH
- DGEG Bahnreisen GmbH, Moers, organisiert die DGEG-Studienfahrten
- DGEG-Medien GmbH, ein Verlag mit Sitz in Mönchen-Gladbach, der zugleich die Fachzeitschrift Eisenbahn Geschichte mit Information für Vereinsmitglieder herausgibt.